# Хебард, Морган
Морган Хебард (1887—1946) — американский энтомолог, специализировавшийся на прямокрылых. В его коллекции было более 250 000 насекомых.

## Биография
Родился в семье бизнесмена, занимавшегося лесопильным делом. Учился в Йеле, где брал призы в стрельбе. Участвовал в Первой мировой войне. С 1913 года состоял в браке. С 1936 года страдал ревматоидным артритом.

## Вклад в науку
Написал 197 работ по энтомологии (статьи и монографии). Совершил экспедиции в Западную Европу, Панаму, на Кубу, Ямайку, Колумбию и на Багамы. Описал более 800 новых для науки видов прямокрылых. Был членом Энтомологического общества Америки.